# Фивег, Экарт
Экарт Фивег (нем. Eckart Viehweg; 30 декабря 1948, Цвиккау — 30 января 2010) — немецкий математик, специалист по алгебраической геометрии.

## Биография
В 1975 году защитил диссертацию, в 1980 году габилитирован, с 1984 года был профессором Университета Дуйсбург-Эссен.
В 1982 году, одновременно с Юдзиро Кавамата и независимо от него, сформулировал Теорему обращения в нуль Фивега—Каваматы в области когомологических групп — важное звено в теории минимальных моделей алгебраических многообразий.

## Награды и премии
В дальнейшем работал вместе с женой, Е. Эсно (H. Esnault). В 2003 году супруги были удостоены Премии имени Лейбница — крупнейшей научной награды для учёных, работающих в Германии.